# Éale
Pour l’article homonyme, voir Eale (homonymie).

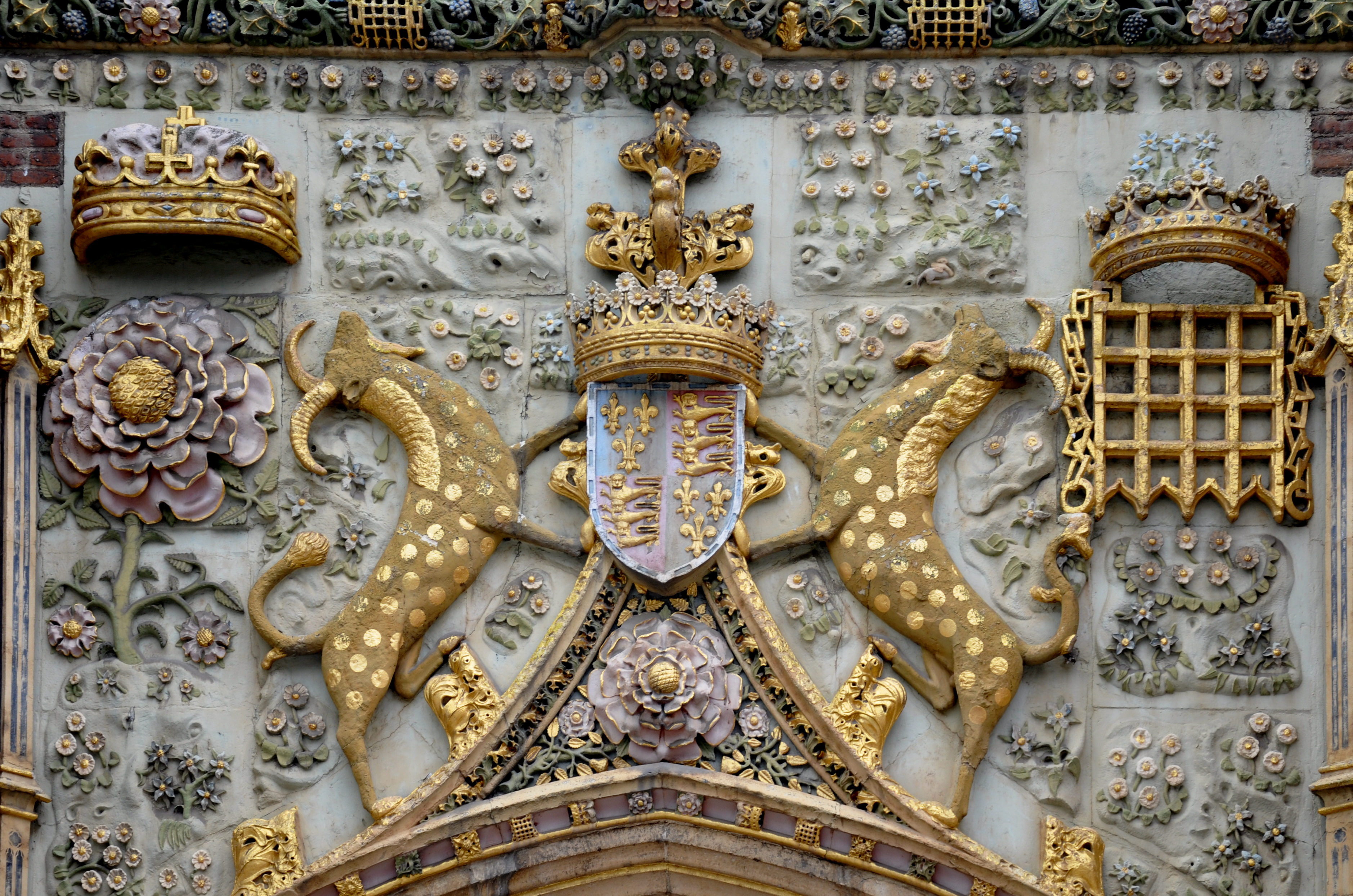
Deux éales ornent la grande porte de St John's College à Cambridge.

L’éale (eale, eales, latin, n.f.) est un animal imaginaire issu des descriptions de Pline l'Ancien et transformé au gré des bestiaires européens médiévaux.

## Mentions

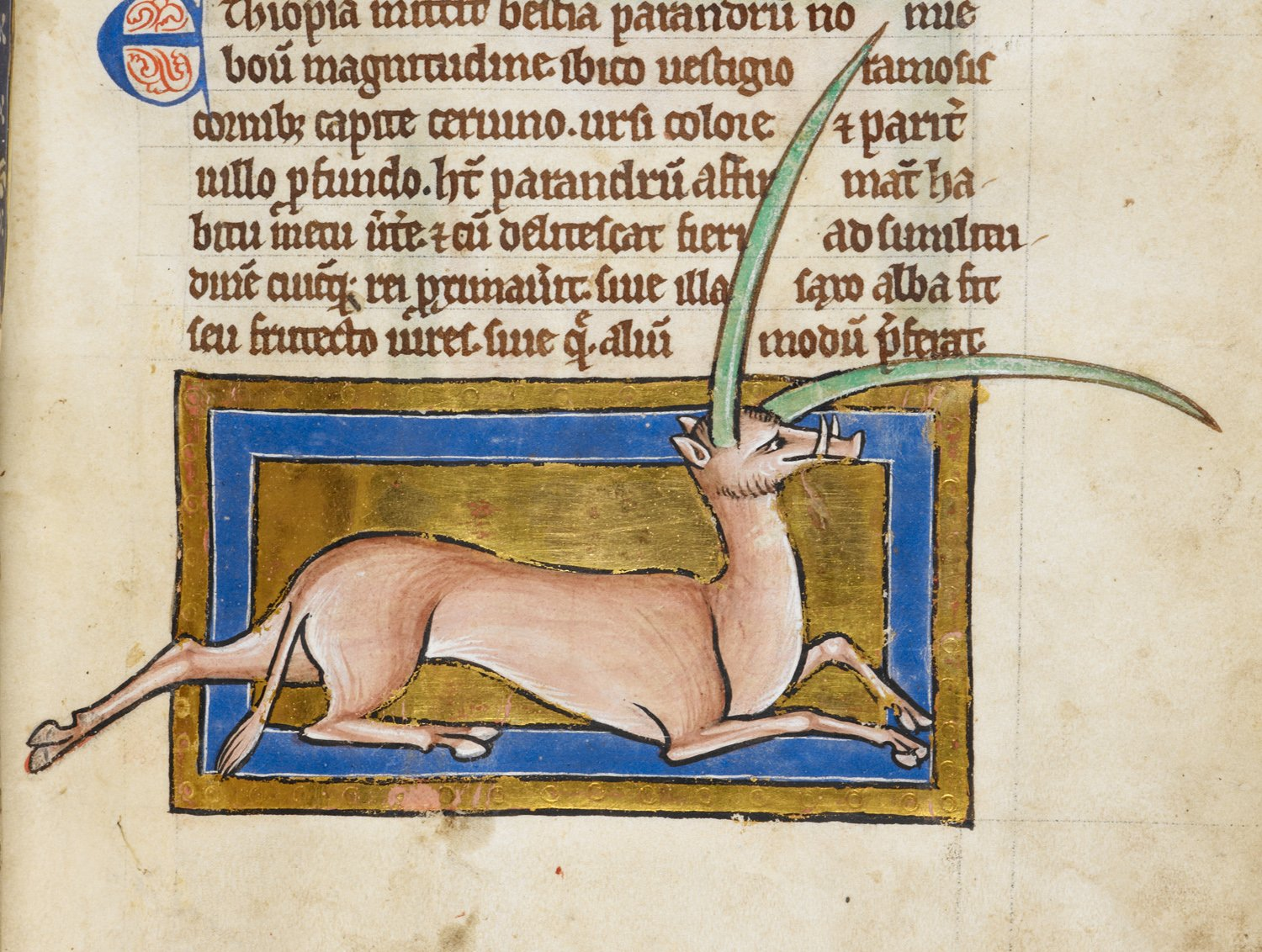
Représentation dans un bestiaire du XIIIe siècle, se rapprochant de la chèvre mais avec des défenses de sanglier.

L’Histoire naturelle de Pline l'Ancien décrit l'éale comme un animal « de la grandeur de l'hippopotame, ayant la queue de l'éléphant, une couleur noire ou fauve, la mâchoire du sanglier, les cornes hautes de plus d'une coudée, mobiles, qu'il emploie alternativement dans les combats, et dont il varie l'obliquité suivant qu'il le juge nécessaire. »,. Pline n'est pas explicite quant à l'origine géographique de l'éale, qui peut être indienne ou éthiopienne selon la compréhension que l'on a de son texte,.

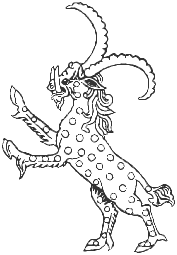
Image héraldique d'un éale.

Entre le IIIe et le IVe siècle, Solin reprend la description de Pline dans son Polyhistor (que l'on reproche de manière globale d'être fortement copié sur l'Histoire naturelle), indiquant qu'il « ressemble à un cheval ». Cependant pour lui, les cornes ne sont pas raides mais se replient selon les besoins, la seconde remplaçant la première si elle est trop émoussée. Il indique également qu'on le compare à un hippopotame à cause de son gout pour les fleuves. Contrairement à Pline, il indique clairement que l'éale vient d'Inde, ce qui est confirmé par plusieurs cartes illustrées des XIIe et XIIIe siècles, tout comme par Vincent de Beauvais ultérieurement.
Bien que n'apparaissant pas dans le Physiologus, on le retrouve dans le bestiaire d'Aberdeen avec une description identique à celle de Solinus et dans d'autres bestiaires latins plus tardifs. Cependant la description se trouve modifiée et la « mâchoire de sanglier » (maxilla aprinus) devient une « mâchoire de chèvre » (maxilla caprinus). Il en ressort que de nombreuses illustrations du Moyen Âge montrent une créature semblable à un cheval ou une antilope avec de longues cornes (tantôt pointant dans la même direction, tantôt dans des directions opposées) et ce n'est qu'à la fin du XIIe siècle que la mâchoire de sanglier fait son apparition. Une représentation du XIIIe siècle ne montre aucune cornes mais de longues défenses,
Dans son bestiaire, Pierre de Beauvais mentionne l'éale qu'il mélange partiellement avec une créature qu'il nomme centicore, en faisant un ennemi du basilic.

## Identification
Bien que de nombreux auteurs aient identifié l'éale à un gnou, une chèvre des montagnes voire à une vache souffrant d'une déformation, Druce conclut dans une étude au début du XXe siècle qu'il ne peut être identifié à un animal connu. Le magazine Life aurait, en 1951, indiqué que le nom viendrait de l'hébreu יָעֵל (yael), signifiant « chèvre des montagnes ».

## Héraldique

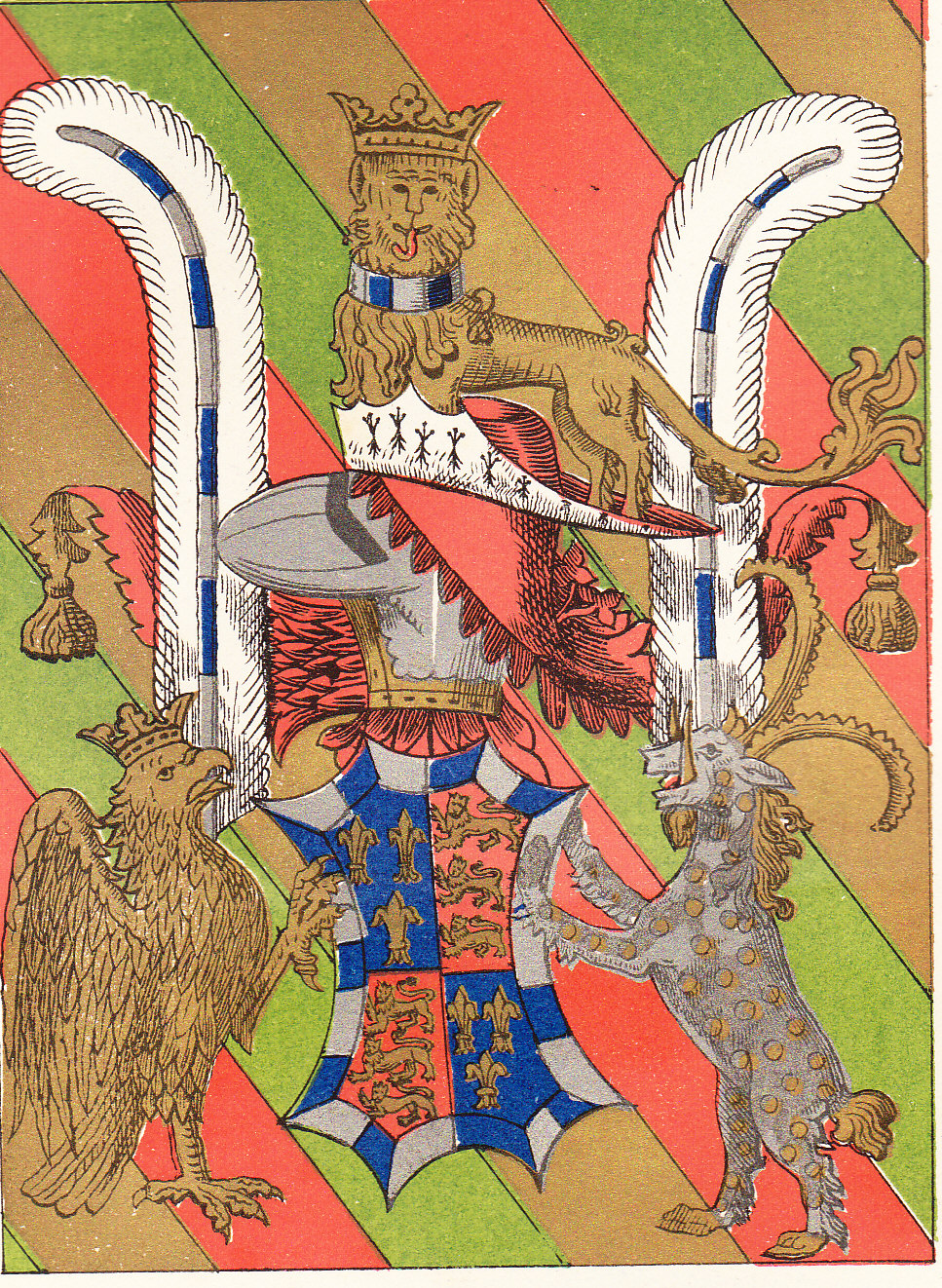
Blason de Jean Beaufort, père de Margaret Beaufort, dont le support gauche est décrit comme un Ibex ou antilope mais correspond aux représentations héraldiques ultérieures de l'éale.

Jean de Lancastre possédait un éale (yale en anglais) comme pièce héraldique. Elle aurait été choisie comme allusion à son titre de duc de Candale (Cand-eale). À sa mort, n'ayant pas d'héritiers, John Beaufort reprend son titre et avec lui l'éale.
Lors du couronnement d'Élisabeth II, dix statues représentant des animaux héraldiques réelles et fantastiques ont été réalisés. L'éale « de Beaufort » en faisait partie, issu de l'héritage héraldique de la famille de Beaufort via Margaret Beaufort mère d'Henri VII, roi d'Angleterre.
Celle-ci ayant financé le Christ's College, à Cambridge, on retrouve le yale sur le fronton de la « grande porte ».
On retrouve des statues d'éale à l'université Yale (ainsi que sur la bannière du président de l'université), dont le nom provient d'Elihu Yale, premier bienfaiteur de l'établissement. Ce patronyme vient par contre du village d'origine de la famille, Plas yn Iâl (à proximité de Llandegla, dans le Denbighshire), Yale étant l'orthographe anglais pour le nom gallois Iâl.